# Будинок Коцюбинського (Чернігів)
Садиба письменника та громадського діяча Михайла Коцюбинського — пам'ятка історії національного значення в Чернігові .

## Історія
Садиба Михайла Коцюбинського згадується у Постанові Кабінету Міністрів України від 27.12.2001 № 1761 «Про занесення пам'яток історії, монументального мистецтва та археології національного значення до Державного реєстру нерухомих пам'яток України» .
Постановою Кабінету Міністрів України від 03.09.2009 № 928 «Про занесення об'єктів культурної спадщини національного значення до Державного реєстру нерухомих пам'яток України» («Про занесення об'єктів культурної спадщини національного значення до Державного реєстру нерухомих пам'яток України») національного значення з охоронним № 250003-Н під назвою Садиба письменника та громадського діяча М. М. Коцюбинського (меморіальний будинок-музей М. М. Коцюбинського та пам'ятник М. М. Коцюбинському) . Ця Постанова анулювала попередні: Постанову Ради Міністрів Української РСР від 21.07.1965 № 711, Постанови Кабінету Міністрів України від 28.10.1996 № 1421 та від 27.12.2001 № 1761.
Будівля має власну «територію пам'ятника» (кордон садиби — музей, що включає кілька будівель) і розташований у «комплексній охоронній зоні пам'яток історичного центру міста», згідно з правилами забудови та використання території. Не встановлено інформаційну дошку.
Під час повномасштабного російського вторгнення в Україну під час вечірнього обстрілу Чернігова 6 березня 2022 року частково пошкоджено меморіальний будинок. За інформацією заступниці директора музею-заповідника М. Коцюбинського Наталі Коцюбинської, осколками наскрізь пробило доволі товсті стіни, вікна, віконниці, деякі меблі, але, на щастя пошкодження не критичні.

## Опис
Входить до Чернігівського літературно-меморіального музею-заповідника М. М. Коцюбинського — вулиця Коцюбинського, № 3. Пам'ятка історії включає меморіальний будинок-музей М. М. Коцюбинського та пам'ятник Михайлові Коцюбинському, розташованому перед фасадом будинку. Крім того, на території садиби розташовані пам'ятники (бюсти на постаментах) синам письменника — Юрію та Віталію.
Одноповерховий, п'ятикімнатний, дерев'яний на цегляному фундаменті з підвалом, з чотирисхилим дахом, прямокутний у плані будинок з ганком. Побудований у 19 столітті на Сіверянській вулиці (зараз Коцюбинського). Фасад направлено на північний захід до вулиці Коцюбинського. Будинок розташований у саду, посадженому подружжям Коцюбинських, серед квітів, кленів та ялинок. На фасаді закріплена меморіальна дошка Михайлу Михайловичу Коцюбинському та нині демонтована Віталію Марковичу Примакову та Юрію Михайловичу Коцюбинському.
У період 1898—1913 років у будинку жив український письменник Михайло Михайлович Коцюбинський з дружиною Вірою Устимівною та дітьми Юрієм, Оксаною, Іриною, Романом та прийомним Віталієм . Усі діти Михайла Коцюбинського, окрім Ірини, стали активними учасниками української революції 1917—1921 років та так звапної громадянської війни. У 1919 році дружина письменника Віра Устимівна, збираючись в евакуацію перед настанням білогвардійських військ, передала літературний архів письменника до Чернігівського музею українських старожитностей.
У 1922 році садиба М. М. Коцюбинського була взята на облік органами охорони пам'яток історії та культури. У будинку розміщувався дитячий садок імені М. М. Коцюбинського, потім — клуб металістів, районна бібліотека. 1929 року садиба передана історичному музею. Перша експозиція була розміщена у трьох кімнатах будинку. Музей М. М. Коцюбинського було створено у серпні 1934 року за матеріалами Чернігівського історичного музею та відкрито для відвідувачів 8 листопада 1935 року у будинку письменника. На початку німецько-радянської війни матеріали музею були евакуйовані до Уфи. Після визволення міста Чернігова у 1943 році, в будинку письменника розміщувався міськвиконком партії та міськвиконком, потім — міськком комсомолу та інститут удосконалення вчителів. У червні 1944 року музей відновив свою діяльність. Торішнього серпня 1958 року у будинку відкрито меморіальну квартиру письменника.
На території садиби 17 вересня 1939 року встановлено пам'ятник М. М. Коцюбинському — скульптурне погруддя з бронзи на чотирикутному постаменті з чорного лабрадориту. Скульптор — Ілля Гінцбург. Виготовлений у Ленінградській майстерні художнього лиття Академії мистецтв. На початку німецько-радянської війни пам'ятник поряд з матеріалами музею було евакуйовано до Уфи. Повернутий до Чернігова в 1944 році.
Меморіальні дошки:
1. Михайлу Михайловичу Коцюбинському
2. радянським військовим діячам Віталію Марковичу Примакову та Юрію Михайловичу Коцюбинському — демонтовано — на честь перебування

## Галерея

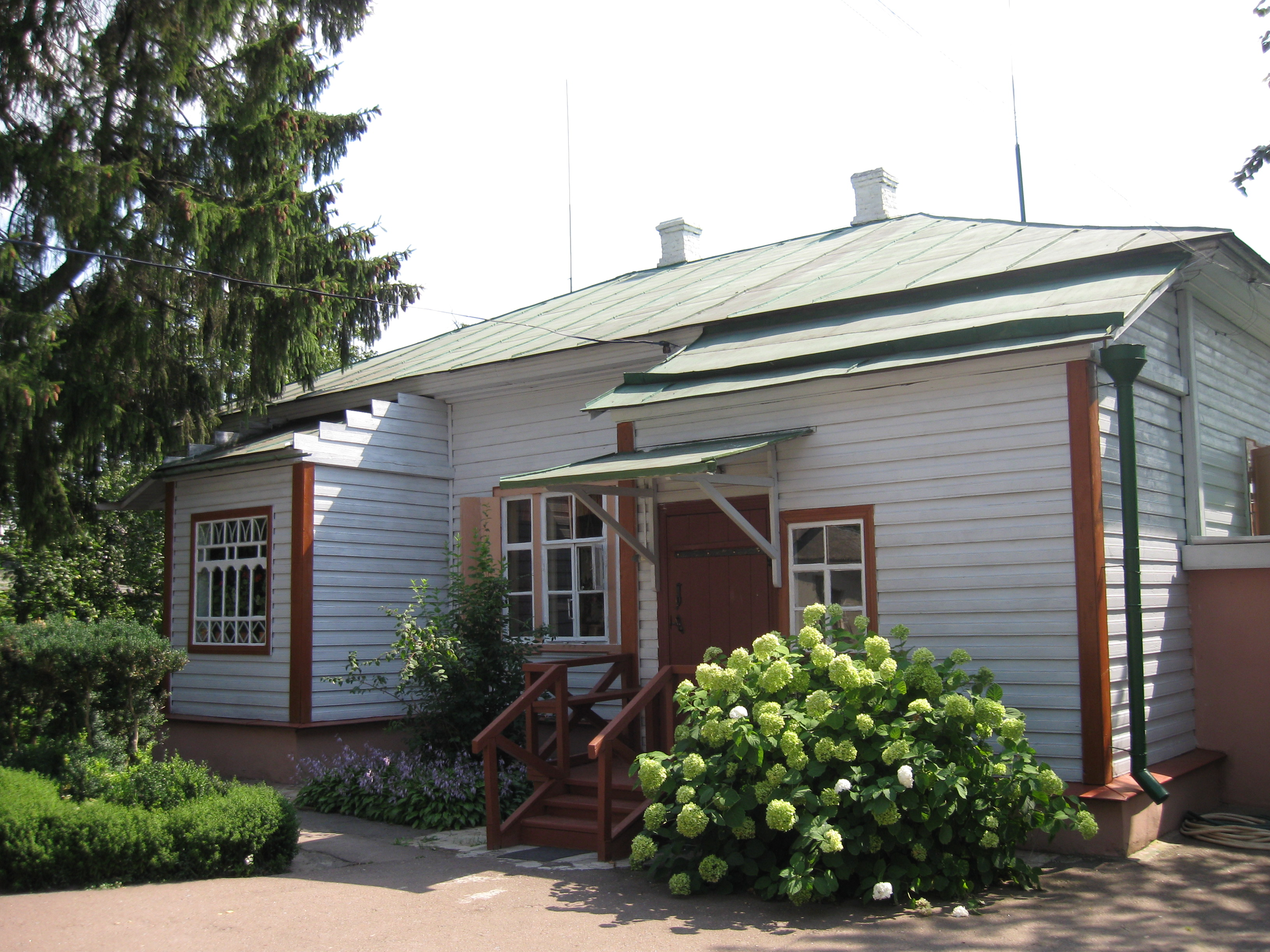
Літературно-меморіальний музей-заповідник М. М. Коцюбинського
Погруддя Михайла Коцюбинського перед меморіальним будинком-музеєм
Погруддя українських радянських політичних діячів Ю. Коцюбинського та В. Примакова на території музею Михайла Коцюбинського